# Recreo
Recreo és una ciutat al sud de la província de Catamarca, Argentina. Té prop de 10.147 habitants (2001) i és un important centre comercial i agrícola. Establida el 1875 com a "Estación Recreo".